# Coquitlam (circonscription britanno-colombienne)
Pour les articles homonymes, voir Coquitlam (homonymie).
Circonscription électorale provinciale du Canada
Coquitlam est une ancienne circonscription provinciale de la Colombie-Britannique représentée à l'Assemblée législative de la Colombie-Britannique de 1966 à 1979.

## Géographie
La circonscription représentait la ville de Coquitlam dans la région de Vancouver.

## Liste des députés
| 28e                                          | 1966–1969 |  | Dave Barrett          | Néo-démocrate |
| 29e                                          | 1969–1972 |  | Dave Barrett          | Néo-démocrate |
| 30e                                          | 1972–1975 |  | Dave Barrett          | Néo-démocrate |
| 31e                                          | 1975–1979 |  | George Herman Kerster | Créditiste    |
| Circonscription abolie, voir Coquitlam-Moody |           |  |                       |               |